# Apamea plumbealis
Apamea plumbealis är en fjärilsart som beskrevs av Matsumura 1926. Apamea plumbealis ingår i släktet Apamea och familjen nattflyn. Inga underarter finns listade i Catalogue of Life.